# Barutni rat
Barutni rat treći je roman u alternativno povijesnom/fantastičnom serijalu Temeraire američke autorice Naomi Novik, prvi puta objavljen u Hrvatskoj 2010. godine.
Treća se knjiga bavi time da se Laurence i Temeraire vraćaju s puta u Kinu kako bi preuzeli vrijedna zmajska jaja od Sultana Osmanskog Carstva.

## Uvod
Dok se Temeraire i posada spremaju vratiti u Britaniju, Laurence primi poruku od Admirala Lentona, u kojoj ga se obavještava da mora otputovati u Istanbul, kako bi primio tri zmajska jaja koja su kupile Britanske Zračne Snage. Kako je na Allegianceu izbio požar prije isplovljavanja, odlučuju poći iz Kine preko kopna. S obzirom na to da im je ruta većim dijelom nepoznata, Tharkay, čovjek koji je dostavio poruku, je zadužen da ih odvede do Istanbula.

## Radnja
Putovanje ih vodi kraj mnogo kineskih gradova i gradića duž Puta svile, kao i kroz pustinju Gobi, što rezultira u tome da moraju pažljivo nadzirati i raspodijeliti zalihe hrane i vode. Dvaput bivaju napadnuti; prvi put ih napadnu banditi, a drugi put divlji zmajevi u planinskom lancu u Turkestanu, s kojima potraže utočište nakon lavine. Kad su suočeni s vođom divljih zmajeva, Arkadijem, divlji zmajevi se ispričaju Temeraireu i ostalima na krađi i, potaknuti Temeraireovim pričama o Istanbulu, objave svoju namjeru da se pridruže grupi na putu u Istanbul da upoznaju Sultana.
Kad napokon stignu u Istanbul, Arkadije i ostali divlji zmajevi, gladni od putovanja, opljačkaju osmanske pastire. Kad ih osmanski zmajevi napadnu, divlji zmajevi bježe i ostavljaju Temerairea i grupu da preuzmu krivnju. Hasan Mustafa Paša, sultanov vezir, stigne i kaže im da neće biti gonjeni, no kaže im da im ne može dati obećana jaja, jer isplata nije stigla.
Temeraire i posada su smješteni u četvrto dvorište palače Topkapi, gdje čekaju audiciju kod Sultana. Temeraire nakratko izazove nered među turskim čuvarima kad njihovim zmajevima kaže o uvjetima u Kini i Laurence je prisiljen priznati mu da nije vjerojatno da će se uvjeti poboljšati trenutno za zmajeve te da će oni vjerojatno morati pričekati do kraja rata s Francuskom.
Tharkay, koji je nestao par puta tijekom putovanja, što Laurenceu ne ulijeva povjerenje u nj, vrati se iz grada s dokazom da je Sultan primio novce za jaja, no da Sultan ne želi to priznati. Laurence mu se pridruži na putu kroz Istanbul, i dvojac jedva izbjegne hvatanje čuvara zaduženih da im spriječe napuštanje palače; u jednom trenutku su prisiljeni sakriti se u Cisterni Bazilike. Sljedećeg dana, sastanak sa Sultanom otkrije razlog izdaje; Lung Tien Lien, tražeći osvetu na Temeraireu za smrt Princa Yongxinga, se zaklela na osvetu protiv njega i Britanije i uvjerila Sultana da zadrži jaja. Nakratko se sretne s Temeraireom i kaže mu da namjerava ići u Francusku i pomoći Napoleonu Bonaparteu da pokori Britaniju i još više, sve dok Temeraire više neće imati ni prijatelja ni doma na svijetu.
Bez načina da uzmu jaja i znajući da je Sultan potajice protiv Britanije, Laurence isplanira tajni napad da zarobi obećana jaja i pobjegne preko granice. Prvi dio plana je uspješan i jaja su ukradena, no tijekom bijega izbije uzbuna i u brzini, jedan od Temeraireove posade, držeći jedno jaje, padne u smrt s Temeraireovih leđa.
Prisiljeni su nastaviti prema Austrijskom Carstvu, gdje uspješno pobjegnu osmanskim zmajevima i sakriju se u austrijskom vojnom kampu. Sljedeći dan, nastave prema Saskoj, gdje nađu prusku vojsku u pripremama za bitku s francuskom vojskom. Laurence je obaviješten da očekuju pomoć iz Britanskih zračnih snaga, koje se neobjašnjivo nisu pojavile. Laurence sebe i Temerairea ponudi kao nadoknadu, a Tharkay ode kako bi se posvetio svojim putovanjima.
Pruske snage su uvjerene da će pobijediti u bitci, no previše ovise o zastarjelim vojnim strategijama koje je smislio Fridrik II. Veliki i brzo odbace upozorenje da je Lung Tien Lien viđena kako pomaže Napoleonu. Francuzi i Prusi se sretnu kod rijeke Saale i Prusi su prisiljeni povući se do grada Jena. Laurence svjedoči razgovoru između Lung Tien Lien i Napoleona, kao i da Francuske zračne snage nose francusku vojsku do Jena: prerada kineske metode prijevoza, zasluge utjecaja Lung Tien Lien. Pruska vojska se povlači, a Temeraire i posada prisiljeni su povući se do grada Apolde, gdje moraju pomoći Pruskoj carskoj obitelji - Fridriku Vilhelmu III. i Kraljici Lujzi - da pobjegnu od francuskih snaga. Posljednja nada je skršena kad saznaju da su ruske snage pobijeđene kod Varšave.
Laurence planira napustiti Prusku i vratiti se u Britaniju, no kako prenoće u Poljskoj, jedno jaje se izlegne. Mlada zmajica, nazvana Iskierka, dodijeljena je Johnu Granbyju, Laurenceovu prvom poručniku. Međutim, francuska patrola ih uoči te ih time prisili da još jednom pobjegnu – ovaj put u utvrdu Danzig, koji uskoro postane poprištem još jedne bitke.
Pojačanje stigne neočekivano, kad Tharkay i divlji zmajevi stignu – ovo međutim neće biti dovoljno protiv francuskih snaga i planira se povlačenje; Temeraire i divlji zmajevi nose preživjele pruske snage na sigurno. Iako izbije kratka bitka s francuskim zmajevima, na kraju Temeraire i divlji zmajevi uspiju pobjeći i nastavljaju prema Engleskoj.